# ژن تنظیمگر

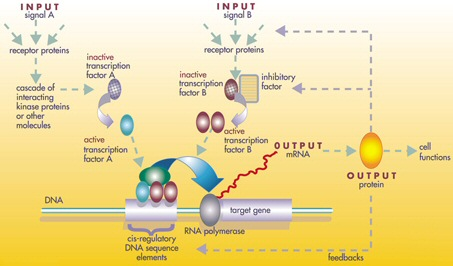
مسیر تنظیم ژن

در ژنتیک ، ژن تنظیمگر Regulator gene، ژن تنظیم‌کننده یا تنظیم‌کننده ژنی است که در کنترل بیان یک یا چند ژن دیگر نقش دارد. توالی‌های تنظیمگری ، که ژن‌های تنظیمگر را رمزگذاری می‌کنند، اغلب در پنج انتهای اصلی (5') به محل آغاز رونویسی ژنی هستند که تنظیم می‌کنند. علاوه بر این، این دنباله‌ها را می‌توان در سه انتهای اول (3') به جایگاه آغاز رونویسی نیز یافت. در هر دو مورد، چه توالی تنظیمی پیش از (5') یا پس از (3') ژنی که تنظیم می‌کند رخ دهد، توالی اغلب چندین کیلوباز از محل آغاز رونویسی فاصله دارد. یک ژن تنظیمگر ممکن است یک پروتئین را رمزگذاری کند، یا ممکن است در سطح RNA کار کند، مانند ژن‌های کدکننده ریزآران‌ای‌ها. نمونه‌ای از ژن تنظیمگر، ژنی است که پروتئین سرکوبگری را کد می‌کند که فعالیت یک اپراتور را مهار می‌کند (ژنی که به پروتئین‌های سرکوبگر متصل می‌شود و بنابراین از ترجمه آران‌ای به پروتئین از طریق آران‌ای پلیمراز جلوگیری می‌کند).
در تنظیم بیان ژن ، که در زیست‌شناسی تکوینی فرگشتی (evo-devo) مورد مطالعه قرار گرفته است، هر هم واکنشگر و هم سرکوبگر نقش مهمی دارند.